# Raúl de Tomás
Raúl de Tomás Gómez (phát âm tiếng Tây Ban Nha: [raˈul de toˈmaz ˈɣomeθ]; sinh ngày 17 tháng 10 năm 1994) là một cầu thủ bóng đá người Tây Ban Nha đang thi đấu cho RCD Espanyol ở vị trí tiền đạo.
Anh bắt đầu sự nghiệp với tư cách là cầu thủ đội trẻ tại Real Madrid, chỉ ra sân đúng một lần từ băng ghế dự bị cho đội một nhưng thi đấu và ghi bàn thường xuyên khi được mượn đến Córdoba, Valladolid và Rayo Vallecano ở Segunda División, giành quyền thăng hạng lên La Liga với Rayo Vallecano. Vào năm 2019, anh gia nhập câu lạc bộ Bồ Đào Nha Benfica với mức phí 20 triệu €, rồi trở lại hạng đấu cao nhất của Tây Ban Nha với Espanyol sáu tháng sau với cùng mức phí.

## Real Madrid Castilla
Năm 2012, sau một mùa giải thành công với đội trẻ, de Tomás ra mắt ở Segunda División trong trận đấu của Real Madrid Castilla với Villarreal CF.
Đồng thời, anh chơi một số trận đấu cho Real Madrid C ở Segunda División B và đội Juvenil của Real Madrid ở División de Honor và ghi được 12 bàn.

## Đời sống cá nhân
Mẹ anh là người Cộng hòa Dominica.

## Thống kê sự nghiệp
| CLB            | Mùa giải       | Giải | Giải | Cúp  | Cúp | Lục địa | Lục địa | Tổng cộng | Tổng cộng |
| CLB            | Mùa giải       | Trận | Bàn  | Trận | Bàn | Trận    | Bàn     | Trận      | Bàn       |
| -------------- | -------------- | ---- | ---- | ---- | --- | ------- | ------- | --------- | --------- |
| Real Madrid C  | 2011-12        | 1    | 0    | -    | -   | -       | -       | 1         | 0         |
| Real Madrid C  | 2012-13        | 14   | 8    | -    | -   | -       | -       | 14        | 8         |
| Real Madrid C  | 2013-14        | 1    | 0    | -    | -   | -       | -       | 1         | 0         |
| Real Madrid C  | Total          | 16   | 8    | -    | -   | -       | -       | 16        | 8         |
| Real Madrid B  | 2012-13        | 7    | 0    | -    | -   | -       | -       | 7         | 0         |
| Real Madrid B  | 2013-14        | 27   | 7    | -    | -   | -       | -       | 27        | 7         |
| Real Madrid B  | 2014-15        | 13   | 6    | -    | -   | -       | -       | 13        | 6         |
| Real Madrid B  | Total          | 47   | 13   | -    | -   | -       | -       | 47        | 13        |
| Real Madrid    | 2014-15        | 0    | 0    | 1    | 0   | 0       | 0       | 1         | 0         |
| Real Madrid    | Total          | 0    | 0    | 1    | 0   | 0       | 0       | 2         | 0         |
| Tổng sự nghiệp | Tổng sự nghiệp | 63   | 21   | 1    | 0   | 0       | 0       | 64        | 21        |